# Bryant (Indiana)
Bryant és una població dels Estats Units a l'estat d'Indiana. Segons el cens del 2000 tenia 272 habitants.

## Demografia
Segons el cens del 2000, Bryant tenia 272 habitants, 95 habitatges, i 74 famílies. La densitat de població era de 350,1 habitants per km².
Dels 95 habitatges en un 35,8% hi vivien nens de menys de 18 anys, en un 64,2% hi vivien parelles casades, en un 6,3% dones solteres, i en un 22,1% no eren unitats familiars. En el 18,9% dels habitatges hi vivien persones soles el 7,4% de les quals corresponia a persones de 65 anys o més que vivien soles. El nombre mitjà de persones vivint en cada habitatge era de 2,86 i el nombre mitjà de persones que vivien en cada família era de 3,27.
Per edats la població es repartia de la següent manera: un 30,9% tenia menys de 18 anys, un 7,7% entre 18 i 24, un 32,7% entre 25 i 44, un 18,8% de 45 a 60 i un 9,9% 65 anys o més.
L'edat mediana era de 32 anys. Per cada 100 dones de 18 o més anys hi havia 106,6 homes.
La renda mediana per habitatge era de 34.821 $ i la renda mediana per família de 41.042 $. Els homes tenien una renda mediana de 21.833 $ mentre que les dones 17.266 $. La renda per capita de la població era de 13.416 $. Cap de les famílies i el 4,4% de la població estaven per davall del llindar de pobresa.

## Poblacions més properes
El següent diagrama mostra les poblacions més properes.